# Зелена (Азовське море)
Зеле́на — річка в Україні, в межах Бердянського району Запорізької області та Мангушського району Донецької області. Впадає в Азовське море. 

## Опис
Довжина 31 км, площа басейну 248 км². Долина порівняно глибока (особливо в нижній течії), місцями порізана балками і ярами. Річище слабозвивисте (у пониззі більш звивисте), у верхів'ї пересихає. Споруджено невелике водосховище. 

## Розташування
Зелена бере початок на північ від села Червоне Поле. Тече переважно на південь, частково — на південний схід. Впадає до Азовського моря при південній околиці села Урзуф. 